# Äneas Humm
Äneas Damian Humm (* 11. April 1995 in Richterswil) ist ein Schweizer Lied- und Opernsänger (Bariton). Er besitzt die schweizerische und ungarische Staatsbürgerschaft.

## Leben
Äneas Humm stammt aus einer schweizerisch-ungarischen Künstlerfamilie. Als Sohn eines Keramikers und einer Lehrerin wuchs er in Wädenswil auf. Sein Onkel ist der Schauspieler Imanuel Humm. Äneas Humm war ab dem Alter von sechs Jahren Mitglied der Zürcher Sängerknaben. Mit 15 Jahren besuchte er das Internat des Vorarlberger Landeskonservatoriums in Feldkirch.
Sein Studium absolvierte er an der Hochschule für Künste Bremen; unter anderem bei Krisztina Laki und Thomas Albert. Nach seinem Bachelor-Abschluss folgten von 2017 bis 2019 Studien an der Juilliard School in New York bei Edith Wiens. In dieser Zeit hatte er einen Auftritt in der Carnegie Hall. Humm war unter anderem Stipendiat des Richard-Wagner-Verbandes und der Goethe-Stiftung für Kunst und Wissenschaften.
Während des Studiums debütierte er am Stadttheater Bremerhaven in der Oper Kommilitonen! Young Blood von Peter Maxwell Davies. Seine erste Titelrolle sang er in der Operette Häuptling Abendwind von Jacques Offenbach. Von 2016 bis 2017 gastierte er am Opernhaus Osnabrück als Sancho in Telemanns Oper Don Quichotte.
Ab 2019 war Humm Ensemblemitglied des Nationaltheaters Weimar und sang dort Partien wie Masetto in Don Giovanni, Guglielmo in Cosí fan tutte, Harlekin in Ariadne auf Naxos sowie in der Uraufführung der Oper Electric Saint von Stewart Copeland beim Kunstfest Weimar. 2020 bis 2022 war er Ensemblemitglied des Badischen Staatstheaters Karlsruhe. 2022 folgte er einem Ruf des Konzert und Theater St. Gallen wo er in bedeutenden Rollen wie Papageno (Die Zauberflöte), Roucher (Andrea Chenier) oder Dr. Falke zu erleben war.
Als Gast singt er an grossen Opernhäusern wie dem Gran Teatro del Liceu Barcelona, dem Teatro la Fencie in Venedig, dem Teatro de ll Opera di Roma, Theater an der Wien oder der Hamburgischen Staatsoper.
Humm gibt zudem mit dem Pianisten Hartmut Höll regelmässig Liederabende in Deutschland, verschiedenen europäischen Ländern und in den USA. So trat er unter anderem in der Weill Recital Hall der Carnegie Hall auf sowie bei verschiedenen internationalen Festivals wie dem Liedfestival am Zürichsee, Lucerne Festival, Heidelberger Frühling, beim Tannersville Festival in den USA und beim Musikfest Bremen. Einen weiteren Schwerpunkt bildet das Oratorium. 2019 debütierte er mit Bachs Matthäus-Passion im Rahmen einer Tournee in den Niederlanden unter der Leitung von Peter Dijkstra.
Äneas Humm ist jüdischen Glaubens und seit 2020 mit einem deutschen Rechtsanwalt verheiratet. Gemeinsam leben sie in Berlin.

## Diskografie
- Awakening. Mit Judit Polgar (Klavier). Lieder von Alban Berg, Hugo Wolf, Richard Strauss und Viktor Ullmann. Rondeau Production, 2017.
- Martha von Castelberg, Lieder. Mit Judit Polgar (Klavier). Solo Musica, 2020.
- Vergessene Lieder. Mit Judit Polgar (Klavier) und Melanie Adami (Sopran)
- Embrace. Mit Renate Rohlfing (Klavier) Lieder von Edvard Grieg, Fanny Hensel, Franz Liszt, Viktor Ullmann. Rondeau/Deutschlandfunk, 2021.
- Libertas. Mit Doriana Tchakarova (Klavier) Lieder von Joseph Marx, Amy Beach, Franz Schubert, Ludwig van Beethoven VÖ: 28.3.2025
- Cublai Kan. Mit Les Talens Lyrique und Christope Rousset.

## Auszeichnungen
- 2009: Erster Preis beim Schweizer Jugendmusikwettbewerb
- 2018: Förderpreis Deutschlandfunk
- Opus Klassik 2022: Nachwuchskünstler des Jahres
- Mitzi Koo Schoolarship - The Juilliard School

## Dokumentarfilm
- Äneas Humm – ein Wunderkind wird erwachsen. Reportage des SRF vom 7. Juli 2014 auf YouTube.
- Clash - Trap vs. Oper, Reportage von Swisscom TV auf Youtube[5]